# Thaia drutoidea
Thaia drutoidea är en insektsart som beskrevs av Irena Dworakowska 1994. Thaia drutoidea ingår i släktet Thaia och familjen dvärgstritar.
Artens utbredningsområde är Sri Lanka. Inga underarter finns listade i Catalogue of Life.